# Bernd-Rainer Barth
Pour les articles homonymes, voir Barth (homonymie).
Bernd-Rainer Barth, né à Berlin-Est en 1957, est un historien allemand de l'époque moderne.

## Biographie
Fils d'un diplomate est-allemand, Barth passe une grande partie de sa vie en Hongrie. Il étudie de 1977 et 1983 à l'Université Eötvös Loránd de Budapest. Son sujet était les études hongroises (en particulier la philologie et l'histoire). Il travaille ensuite dans diverses institutions académiques en Allemagne de l'Est jusqu'en 1988, année où il s'est vu interdire tout travail professionnel.
Après la réunification de l'Allemagne, dans les années 1990, il travaille comme assistant de recherche universitaire à l'Université libre de Berlin. Entre mai 2002 et septembre 2003, il est assistant de recherche universitaire où son travail est axé sur la « théorie et histoire du pouvoir » (« Theorie und Geschichte der Gewalt ») à l'Institut hambourgeois pour la recherche sociale (de) (Hamburger Institut für Sozialforschung). Depuis, il travaille comme historien, traducteur et journaliste universitaire.
Bernd-Rainer Barth s'est notamment fait connaître en tant que producteur et co-auteur de la collection biographique Wer war wer in der DDR? (Qui était qui dans la République démocratique allemande ?), une ressource de référence pour laquelle il a lui-même contribué à plus de 600 des entrées.
Il est également connu pour une étude en deux volumes sur l'espion américain Noel Field.